# خانه جویایی
خانه جویایی مربوط به دوره قاجار است و در کاشان، محله گریچه واقع شده و این اثر در تاریخ ۱۷ اسفند ۱۳۸۱ با شمارهٔ ثبت ۷۶۶۴ به‌عنوان یکی از آثار ملی ایران به ثبت رسیده است.